# Alpocalypse
Alpocalypse è il tredicesimo album di "Weird Al" Yankovic, pubblicato il 21 giugno 2011. È l'unico album registrato in studio dal 2006.

## Tracce
1. Perform This Way - 2:58 (parodia di Born This Way di Lady Gaga)
2. CNR - 3:21 (parodia dello stile di The White Stripes)
3. TMZ - 3:40 (parodia di You Belong With Me di Taylor Swift)
4. Skipper Dan - 4:01 (parodia dello stile dei Weezer)
5. Polka Face - 4:47 (parodia di molte canzoni)
6. Craigslist - 4:53 (Parodia dello stile dei The Doors)
7. Party in the CIA - 2:56 (parodia di Party in the U.S.A. di Miley Cyrus)
8. Ringtone - 3:24 (parodia dello stile dei Queen)
9. Another Tattoo - 3:24 (parodia di Nothin' on You di B.o.B)
10. If That Isn't Love - 3:48 (parodia dello stile degli Hanson)
11. Whatever You Like - 3:41 (parodia di Whatever You LIke di T.I.)
12. Stop Forwarding That Crap To Me - 5:42 (parodia dello stile di Jim Steinman)